# Lucas Mahrenbrand

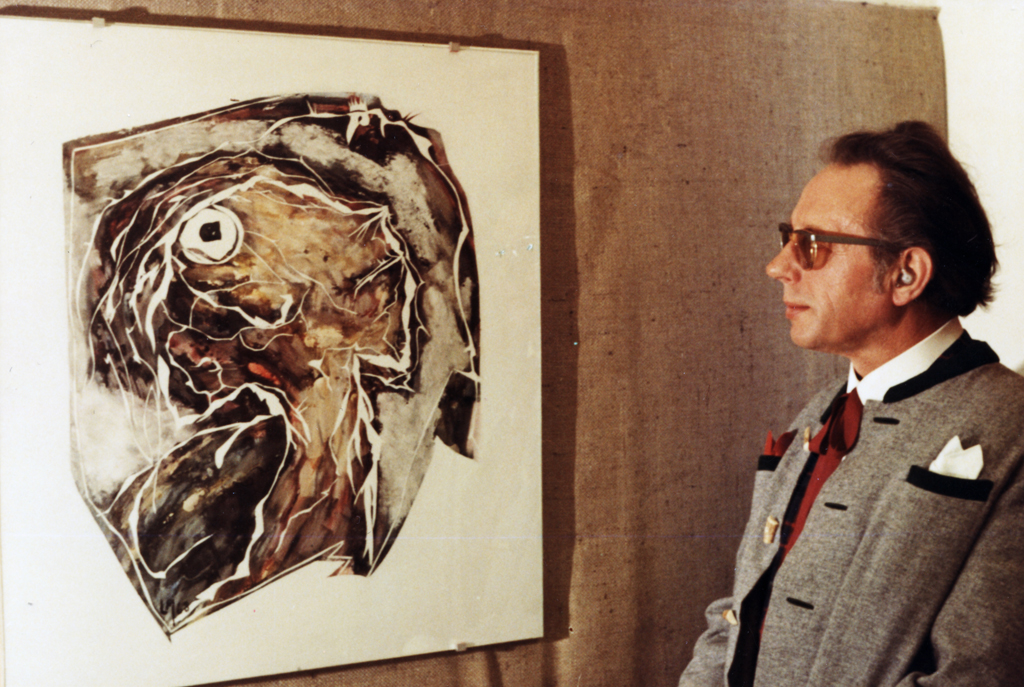
Lucas Mahrenbrand und sein Selbstporträt "Ich und mein Vogel"

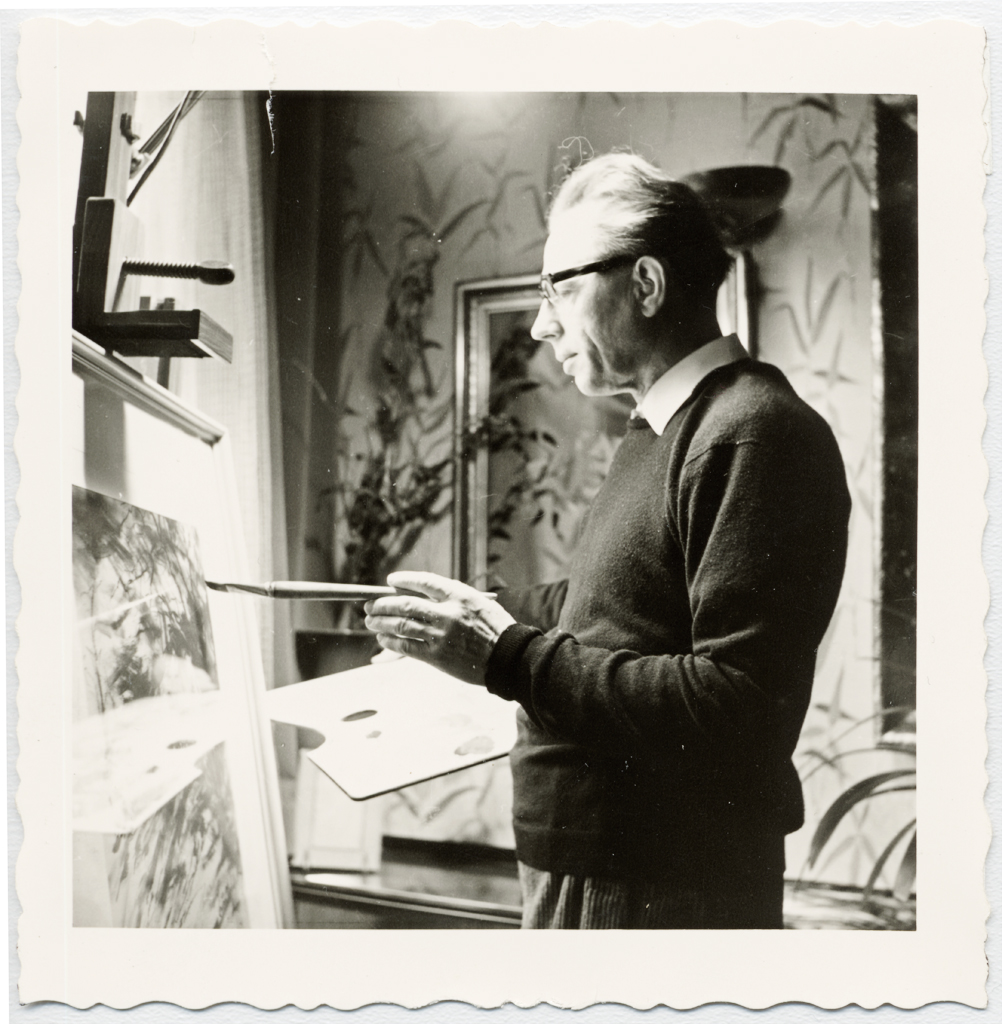
Lucas Mahrenbrand an der Staffelei. 1960er-Jahre.

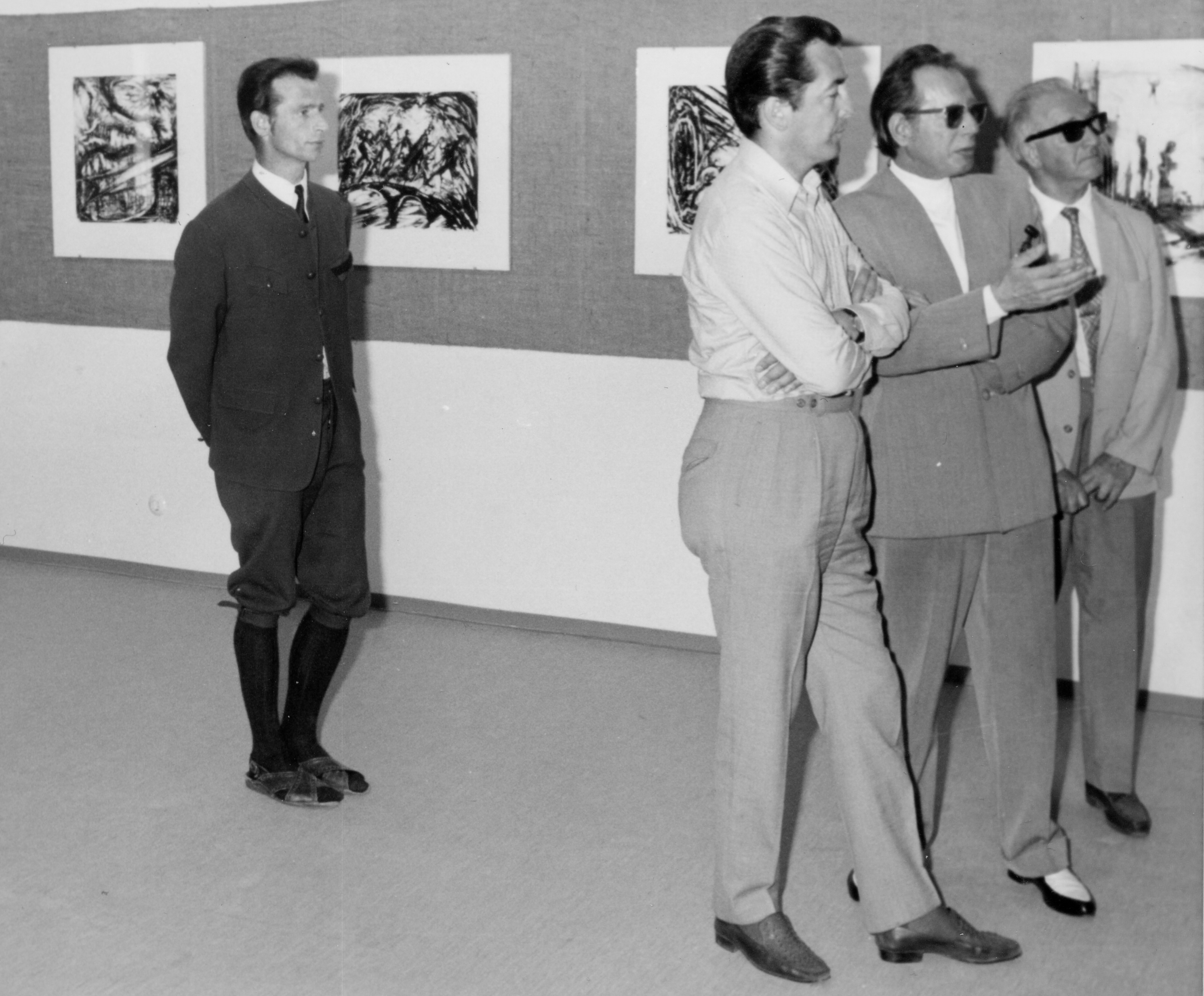
Der Künstler zwischen Dr. Alois Mock (links) und Hofrat Rudolf Berdach (rechts); ganz links ein interessierter Besucher.

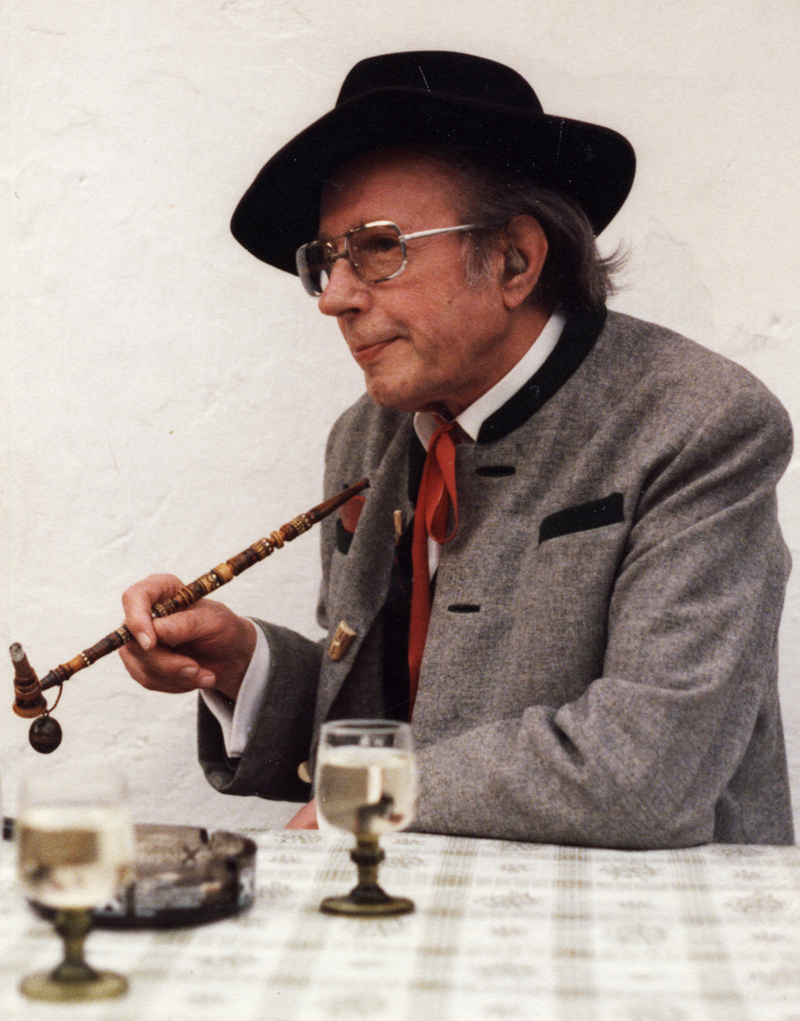
Lucas Mahrenbrand bei einer Diskussion in Schönberg am Kamp.

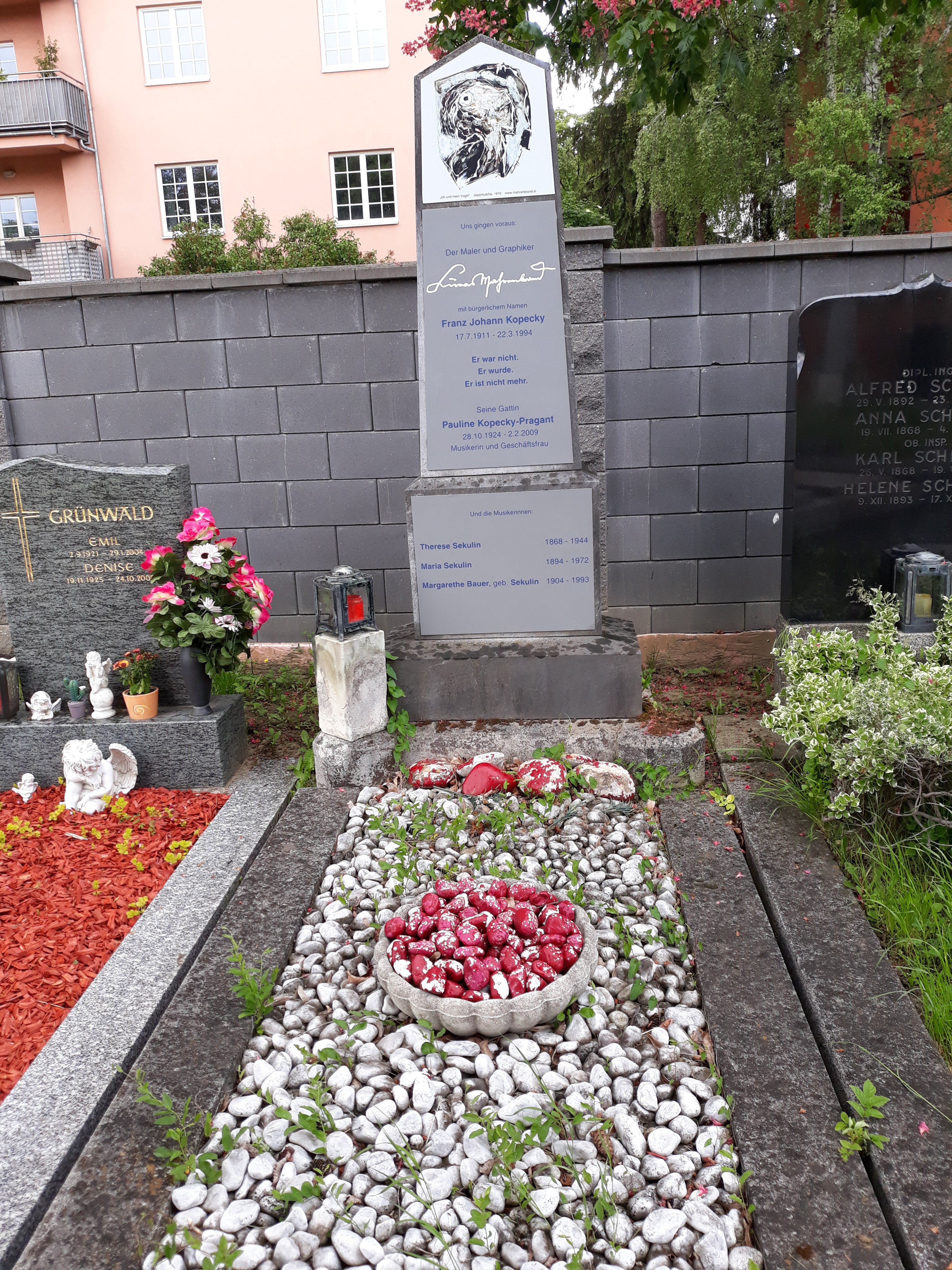
Das Grab von Lucas Mahrenbrand und seiner Ehefrau Pauline auf dem Döblinger Friedhof in Wien

Lucas Mahrenbrand; bürgerlich Franz Johann Kopecky (* 17. Juli 1911 in Wien; † 24. März 1994 in Grünbach) war ein österreichischer Maler, Grafiker und Zeichner.

## Leben
Lucas Mahrenbrand war ein österreichischer Maler und Grafiker. Er wurde am 17. Juli 1911 als Franz Johann Kopecky in Wien-Margareten geboren, wo er zeitlebens auch lebte. Seine Eltern waren der Papierhändler Franz Josef Kopecky und die Mutter Wilhelmine Auguste, geborene Kren.
Im Alter von sechs Jahren, also kurz vor Ende des Ersten Weltkrieges und dem Ende der k. u. k. Doppelmonarchie, verlor Lucas Mahrenbrand bei einem Kellersturz weitgehend sein Gehör. Eine Schulausbildung im herkömmlichen Sinn genoss er deshalb nicht. Seinen hohen Bildungsstand und seine künstlerischen Fähigkeiten hat er sich als Autodidakt angeeignet.
Angewiesen auf ein großes Hörrohr und weitgehend abgeschnitten von alltäglicher Kommunikation suchte er schon als Kind die Zeichnung als Mittel des Ausdrucks. Unterstützt wurden seine künstlerischen Ambitionen durch seine Mutter, die ihn mit vierzehn Jahren in einen Malkurs der Volkshochschule Stöbergasse schickte.
Im Alter von 19 Jahren machte er sich als Papiergroßhändler in der dritten Generation selbständig. Seine kaufmännische Tätigkeit verstand er stets als Brotberuf, der ihm den Lebensunterhalt sichern und die Unabhängigkeit seiner künstlerischen Entwicklung bewahren sollte. Zu seiner künstlerischen Weiterbildung nahm er in der Zwischenkriegszeit Privatstunden in den Ateliers von Josef Wawra und Franz Lerch.
Seine Taubheit ersparte ihm den Wehrdienst im Zweiten Weltkrieg. Sie führte am 19. März 1942 zur Ausmusterung seitens des Wehrbezirkskommandos, die am 28. Oktober 1944 erneut bestätigt wurde. Das letzte Kriegsjahr verbrachte Lucas Mahrenbrand im Kamptal, wo er in regem intellektuellen und künstlerischen Austausch mit dem "Kamptaler Kreis" stand.
Nach dem Krieg, während dessen viele seiner Werke bei einem Einbruch in das Papierlager gestohlen worden waren, kultivierte Lucas Mahrenbrand seinen Malstil sowie sein künstlerisches Selbstverständnis und entwickelte eine eigene Maltechnik. Am 21. September 1965 erfolgte die Aufnahme in den Berufsverband der Bildenden Künstler (Legitimation Nr. 661). Der Künstlername wurde in alle amtlichen Dokumente aufgenommen. Es folgten Ausstellungen in Wien, München, Düsseldorf, Krems an der Donau, Bad Hofgastein und Bad Gastein. Die technische Innovation von Hörgeräten ermöglichte ihm in dieser Zeit auch eine deutlich verbesserte Kommunikation mit seiner Umwelt.
In dieser Zeit zunehmender künstlerischer Anerkennung lehnte er einen vom Unterrichtsminister Theodor Piffl-Perčević angebotenen Professorentitel als Ersatz für eine finanzielle Aufwandsentschädigung für die Kosten der Teilnahme an der Inter-Fauna in Düsseldorf ab.
Anfang der 1970er Jahre beendeten jedoch Gefäßerkrankungen in beiden Beinen und zwei von insgesamt vier Lungeninfarkten abrupt die geplanten weiteren Ausstellungsaktivitäten. Frühpensionierung und Bettlägerigkeit mit extrem eingeschränkter Mobilität kennzeichneten die nachfolgenden zwei Jahrzehnte. Geistige Frische und Brillanz prägten diese Zeit bis zum Ableben des Malers & Grafikers Lucas Mahrenbrand am 24. März 1994 bei einem Urlaubsaufenthalt in Grünbach am Schneeberg. Sein Grab befindet sich am Döblinger Friedhof in Wien.

## Werk
Das Œuvre von Lucas Mahrenbrand umfasst ein breites Spektrum an Gattungen der Malerei, von Porträtmalerei, Landschaftsgrafiken, Aktmalerei, Stillleben und Abstrakte Malerei. Besondere Erwähnung verdient die kontinuierliche Umsetzung von literarischen und philosophischen Themen, die die gesamte künstlerische Entwicklung begleitet.
Das Werk lässt sich grob in zwei Phasen gliedern: eine bis Mitte der sechziger Jahre, die von einem eruptiven und sehr körperbetonten Malstil, vorzugsweise mit Kohle, Bister und Rötel sowie einer farblich intensiven Pastellmalerei geprägt war. Die zweite Phase zeigt einen rational distanzierten Künstler, der sich dem Filzstift, Kugelschreiber und der Japantusche zuwendet und eine eigene und von ihm „Weiße Hieroglyphen“ genannte Maltechnik entwickelt. Philosophische Reflexionen finden sich bereits im Frühwerk und verdichten sich in der Tusche-Malerei der sechziger und siebziger Jahre.
Porträts schuf Mahrenbrand nicht nur von Familienmitgliedern und Freunden, sondern unter anderem auch von bekannten Künstlern wie Richard Wagner (Kohle), Ludwig van Beethoven (Kohle) und Rembrandt van Rijn (Pastell).
Seine Pastellmalerei findet unter Zeitgenossen kaum Vergleichbares. Mahrenbrand verwendet Pastell nicht in Form üblicher hart gebundener Pastellstifte, sondern er malt mit selbst hergestellten weichen organischen Pastellkreiden. Charakteristisch für diese oft großformatig angelegten Akte und Porträts ist die vorzugsweise eingesetzte Grundierung des Malgrundes mit einem tiefen, satten Pariserblau und eine graphische Vollendung der Werke mit einer Weißhöhung. Zwecks Erhaltung der Leuchtkraft wurden diese Arbeiten bewusst nie fixiert.
Reiseskizzen mit Bleistift, Kugelschreiber, Filzstift und Kohlestiften hielten auf ausgedehnten Wanderungen eine bäuerliche Landschaft fest, die mittlerweile der Moderne gewichen ist und so nicht mehr existiert. Im steten Ringen um eine Optimierung des grafischen Ausdrucks wurden sie teils mehrfach und unter zunehmender Abstraktion in größere Formate umgesetzt. Sie wurden in Ausstellungen in Bad Hofgastein und in Bad Gastein unter dem Motto "Wanderungen durch die österreichische Landschaft" einer größeren Öffentlichkeit präsentiert.
Kunsthistorisch erstmalig ist die von ihm in einer längeren Schaffenspause entwickelte Tusche-Maltechnik der "Weißen Hieroglyphen". In seinem steten Ringen um einen idealen graphischen Ausdruck wollte er die Farbe Weiß als graphisches Element wirkungsvoll in Szene setzen, ohne bestehende Farbe mit weißer Farbe übermalen zu müssen. Das Ergebnis war eine Ausspartechnik, in der das Weiß als zeichnerisches Element zur Geltung kommt. Diese bereits bekannte Technik stellte ihn jedoch in Zusammenhang mit den üblicherweise verwendeten Mitteln nicht zufrieden. Mit Karton und Kunststofffolie schuf er sich deshalb eine Malunterlage, die er so präparierte, dass Japantusche darauf haftete. Das eröffnete ihm neue malerische Ausdrucksmöglichkeiten und bewahrte ihm zugleich das reine Weiß der Folie als "das" graphische Element. Die Natur dieser Technik setzte zumeist die Existenz eines fertig gedachten Bildes voraus.

## Arbeiten in öffentlichem Besitz (Auszug)
"Der scharfsinnige Junker Don Quichote von la Mancha" (1969, Japantusche, seit 26. April 1973 im Besitz der Republik Österreich (Artothek des Bundes)). Diese Arbeit wurde am 3. November 1966 im Rahmen der "Aktion zur Verbreitung guter Werke bildender Kunst" vom Berufsverband der Bildenden Künstler (BVÖ) ausgewählt, von der Jury mit dem "Gütezeichen des BVÖ" versehen und danach in der Galerie auf der Stubenbastei ausgestellt.
"Wanderung" 1968, Japantusche, seit 8. Oktober 1971 im Besitz der Republik Österreich (Artothek des Bundes)

## Ausstellungen
- 1966 Galerie auf der Stubenbastei, Wien - "Aktion zur Verbreitung guter Werke der bildenden Kunst" des Berufsverbandes der bildenden Künstler
- 29. März.-1. April 1968 Inter-Fauna, 1. Internationale Kunstausstellung "Im Reich der Tiere", Düsseldorf
- 26. September.-11. Oktober 1970 Ausstellung Österreichischer Grafikwettbewerb, Künstlerhaus-Stadtpark, Krems an der Donau
- 19. Juli.-15. August 1971 Ausstellung Malerei - Grafik - Bildhauerei in Bad Hofgastein, Ehrenschutz Dr. Alois Mock
- 13. März.-15. März 1972 Einzelausstellung Grafik zusammen mit Bildhauerei von Sepp Viehhauser, Haus Austria, Bad Gastein
- 22. Mai.-26. August 1973 Festwochenausstellung 1973 "Der Mensch und die Stadt" im Künstlerhaus Wien